# Matbuja

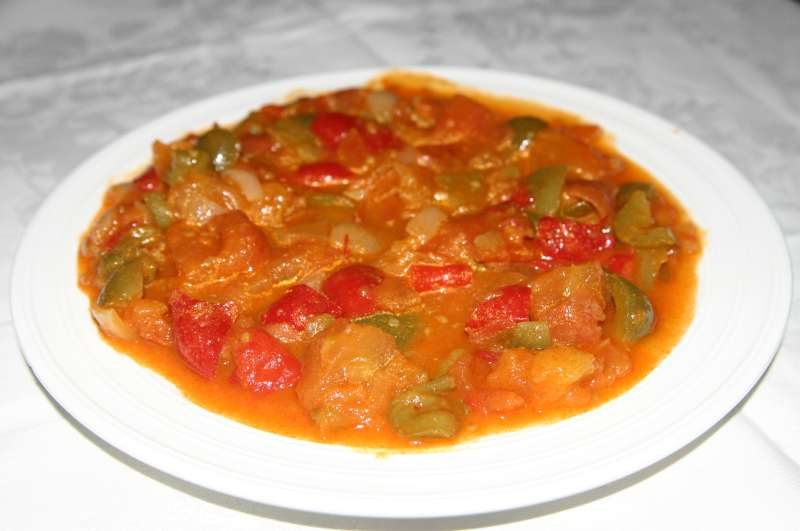
Matbuja

La matbuja (en hebreo: מטבוחה; en árabe مطبوخة; en francés, matbucha) y llamada muchas veces por los judíos de Ceuta, Melilla y del Norte de Marruecos ensalada cocha, es una especie de ensalada elaborada principalmente de tomates, pimientos asados, aceite de oliva y ajo todo ello cocinado junto. El nombre del plato proviene del árabe matbuja, que significa "cocinada". Generalmente se suele servir fría junto con jalá (pan judío).

## Historia
Se trata de un plato originario del Magreb, y especialmente de la cocina sefardí de esta región. Tras el descubrimiento de América se incorporaron lentamente nuevos ingredientes a las cocinas del norte de África, tales como el tomate y los pimientos dando lugar a este plato. Hoy en día forma parte integrante de las cocinas del Magreb y de Israel, a donde fue llevada por los emigrados del norte de África, que emplean estos ingredientes pero que tienen ligeras diferencias según sea el origen étnico.